# Eumonhystera parasimilis
Eumonhystera parasimilis is een rondwormensoort uit de familie van de Monhysteridae. De wetenschappelijke naam van de soort is voor het eerst geldig gepubliceerd in 1926 door Allgén.